# (99989) 1981 EL35
(99989) 1981 EL35 es un asteroide perteneciente al cinturón de asteroides, descubierto el 2 de marzo de 1981 por Schelte John Bus desde el Observatorio de Siding Spring, Nueva Gales del Sur, Australia.

## Designación y nombre
Designado provisionalmente como 1981 EL35.

## Características orbitales
1981 EL35 está situado a una distancia media del Sol de 3,141 ua, pudiendo alejarse hasta 3,480 ua y acercarse hasta 2,803 ua. Su excentricidad es 0,107 y la inclinación orbital 10,19 grados. Emplea 2034,25 días en completar una órbita alrededor del Sol.

## Características físicas
La magnitud absoluta de 1981 EL35 es 15. Tiene 6,177 km de diámetro y su albedo se estima en 0,051. Está asignado al tipo espectral.